# بلانتازوليسين
بلانتازوليسين (PZN) هو مضاد حيوي طبيعي تنتجه بكتيريا التربة إيجابية الغرام Bacillus velezensis FZB42. حُدِّد PZN كمبيد انتقائي للجراثيم نشط ضد العصوية الجمرية -العامل المسبب لمرض الجمرة الخبيثة- يُعد هذا الناتج الطبيعي ببتيد مركب بواسطة الريبوسوم ومعدّل بعد الترجمة (RiPP) ؛ يمكن تصنيفها أيضًا على أنها ميكروسين معدّل بالثيازول / أوكسازول (TOMM) أو آزول خطي يحتوي على ببتيد (LAP).
تنبع أهمية PZN من نشاط المضادات الحيوية ضيقة النطاق. تُعد معظم المضادات الحيوية في الاستخدام السريري واسعة النطاق وتعمل ضد مجموعة واسعة من البكتيريا وتشيع مقاومة المضادات الحيوية لهذه الأدوية. في المقابل فإن PZN يعمل كمضاد للجراثيم ضد عدد قليل فقط من الأنواع، بما في ذلك العصوية الجمرية.

## التاريخ
أُبلِغ عن جينات الاصطناع الحيوي لبلانتازوليسين لأول مرة في عام 2008. ثم عُزِل المنتج الطبيعي في عام 2011 من Bacillus amyloliquefaciens. حُلَّ هيكل PZN في وقت لاحق من ذلك العام من قبل مجموعتين بحثيتين مستقلتين، أولًا من خلال قياس الطيف الكتلي عالي الدقة والتحليل الطيفي بالرنين المغناطيسي النووي. في عام 2013 أُبلِغ عن العديد من دراسات الاصطناع الكيميائي المحاكي الحيوي لـ PZN بما في ذلك الاصطناع الكلي.

## التخليق الحيوي

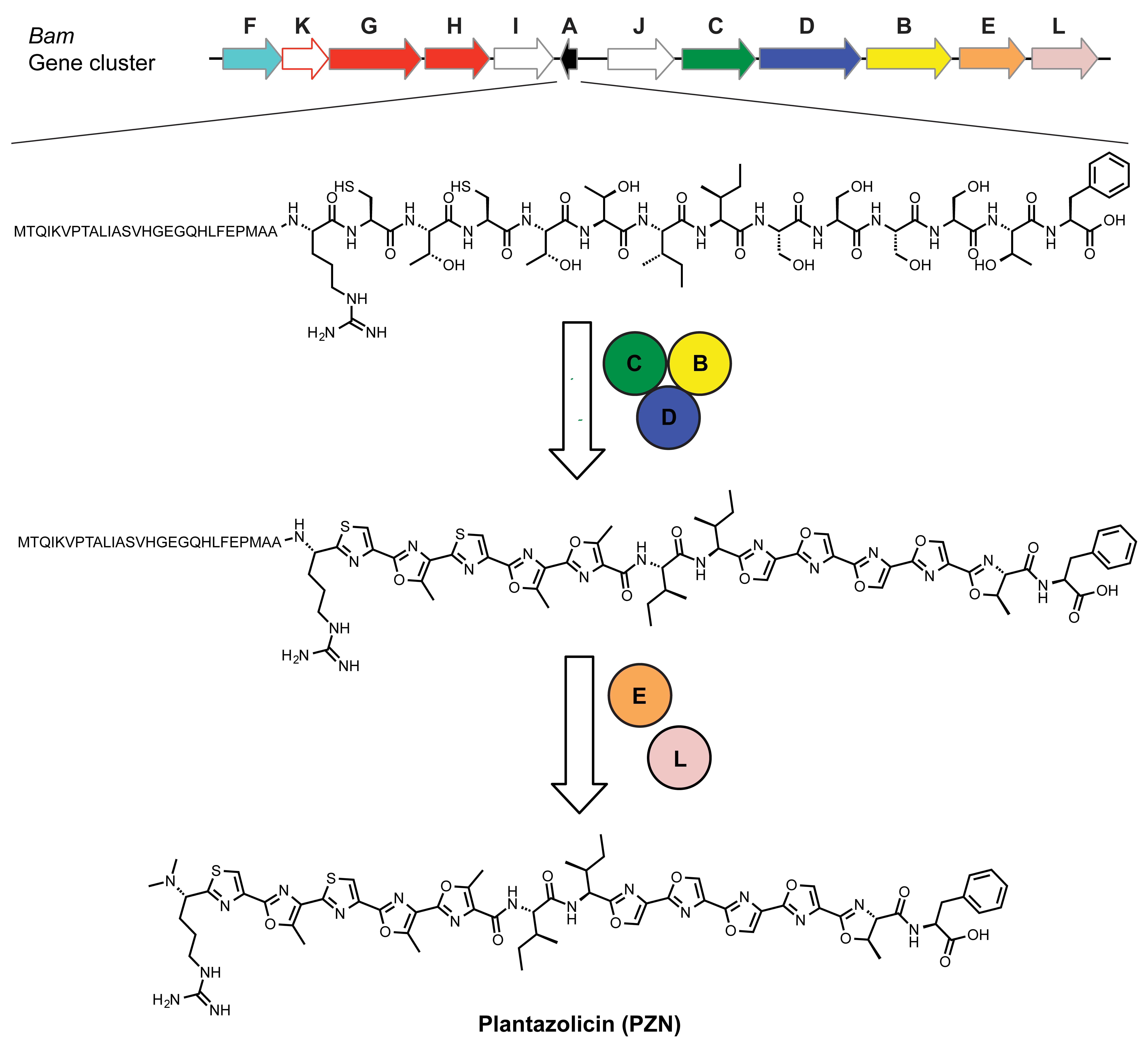
يستلزم التخليق الحيوي للبلانتازوليسين تعديل سلائف الببتيد بواسطة عدة إنزيمات.

في البكتيريا يُصنَّع البلانتازوليسين (PZN) أولاً كببتيد غير معدل عن طريق الترجمة في الريبوسوم. تقوم سلسلة من الإنزيمات بعد ذلك بتغيير الببتيد كيميائيًا لتثبيت تعديلاته اللاحقة للترجمة، بما في ذلك عدة مركبات حلقية غير متجانسة من أزول وثنائي ميثيل أمين مطراف نيتروجيني.
على وجه التحديد أثناء التخليق الحيوي للبلانتازوليسين في Bacillus velezensis تخضع سلائف الببتيد المُصنَّع من الريبوسومات لتعديل شامل بعد الترجمة بما في ذلك عمليات نزع الماء الحلقي ونزع الهيدروجين المحفز بواسطة مركب إنزيم ثلاثي. هذه العملية تحول بقايا السيستين والسيرين/ثريونين إلى ثيازول و(ميثيل) أوكسازول غير المتجانسة.
لم تُفهَم بعد الآلية الدقيقة للارتباط بين مركب إنزيم ثلاثي مع منطقة المطراف النتروجيني بالببتيد القائد، ومع ذلك فإنه يُعتقد أن الببتيد القائد ينقسم من لب الببتيد بواسطة الببتيداز الموجود في مجموعة الجينات التخليقية الحيوية. بعد إزالة الببتيد الرئيسي يخضع المطراف النتروجيني الذي شُكِّل حديثًا لعملية مثيلة لإنتاج ألفا ثناثي ميثيل الأرجينين بمطراف هيدروجيني (Nα-dimethylarginine). ينتج عن هذا التعديل النهائي البلانتازوليسين الناضج.